# Chiesa di Quarcino
La chiesa di Quarcino, dedicata ai Santi Giacomo e Filippo, è un'architettura religiosa cattolica di Como. Realizzata in stile romanico attorno al X secolo, la chiesa si trova all'interno dell'omonimo villaggio di Quarcino, attestato fin dal 1259 come vicinia e oggi situato a circa 800 metri di distanza dal quartiere di Sagnino.

## Storia
Costruita intorno al X secolo su un'altura, in posizione dominante sulla piana di Chiasso, la chiesa dei Santi Filippo e Giacomo sorse come cappella feudale per alcuni coloni che vivevano in alcuni casolari situati poco sotto all'edificio, nei pressi del castello dei Conti Reina. A quel tempo, sia Quarcino sia Chiasso facevano parte della pieve di Zezio sia da un punto di vista ecclesiastico che civile.
Divenuta chiesa della vicinia del villaggio di Quarcino, entro cui è già attestata sin dal 1259, la chiesa entrò a far parte della giurisdizione della parrocchiale di San Salvatore di Como.
Nel XIV secolo la chiesa dei Santi Filippo e Giacomo era detta anche di San Giovanni.
In seguito alla battaglia di Melegnano del 1515, dopo cui gli Svizzeri si ritirarono a Chiasso determinando il confine fra il Ducato di Milano e il Canton Ticino lungo il torrente Breggia, Quarcino e la sua chiesa vennero inseriti nei Corpi Santi di Como, nella cui circoscrizione censuaria rimasero sino al primo catasto italiano del 1873.
Con l'elevazione della chiesa di San Zenone di Monte Olimpino a parrocchiale, nel 1654 la chiesa di Quarcino venne spostata dalla parrocchia di San Salvatore a quella di San Zenone. Fino al XIX secolo, alla famiglia Reina spettò il diritto di giuspatronato sulla chiesa di Quarcino.
Nel 1973 la chiesa fu oggetto di importanti restauri, che negli anni 1982-84 interessarono anche alcuni casolari colonici situati poco lontani dalla stessa.

### Evoluzione architettonica
Sotto l'aspetto architettonico, la chiesa fu realizzata in tre fasi principali.
La prima fase, che riguarda probabilmente l'impianto originario della chiesa, riguardò la realizzazione di un edificio formato da una piccola navata conclusa in un'abside semicircolare dotata di due finestre strombate con archivolti in tufo. L'abside fu realizzata in sasso di Moltrasio a vista, con pietre di varia grandezza disposte in modo da formare dei corsi piuttosto regolari. Originariamente, la navata misurava nove metri. Tenuto conto di queste dimensioni, è probabile che il campanile originario non avesse le dimensioni attuali, sproporzionate rispetto all'impianto originario della chiesa. Ne consegue che il campanile potrebbe essere stato modificato in altezza in un'epoca successiva.
Nella seconda fase, la navata fu allungata di 6 metri e nell'angolo nord–est della chiesa venne aggiunta la sagrestia, alzando una parete adiacente al campanile per formare un unico spiovente del tetto. L'interno era decorato con dipinti murari, tra cui alcuni affreschi eseguiti su richiesta dei fedeli e, nel catino absidale, un Cristo pantocratore coronato da simboli evangelici in un motivo a mandorla. Una descrizione della chiesa in questa seconda fase è riscontrabile nella relazione della visita pastorale del vescovo Ninguarda, avvenuta nel 1592:
“Una chiesa coperta dal semplice tetto, abbastanza ampia, con un unico altare consacrato, ornato da icona e munito di cancelli in ferro entro un'abside a volta. Vi è in essa un altro altare decorato di pitture, ma poiché troppo piccolo, non è usato. Dal lato del Vangelo vi è una comoda sacrestia, ma poco rifornita di arredi sacri, avendo solo un calice ed un messale. Del lato dell’epistola vi è una torre quadrata con una piccola campana. Vi è un’unica porta, di fronte all’altare maggiore, e vicino ad essa, a destra, il vaso dell’acqua benedetta”.
Nel XVIII secolo avvenne la terza e ultima fase, che comportò una separazione dell'abside dalla navata tramite un muro a cui venne appoggiato l'altare, così come la realizzazione di un ossario presso la parete meridionale della chiesa. È probabile che tali trasformazioni settecentesche siano perlopiù attribuibili a interventi da parte dei conti Reina, divenuti in quel tempo proprietari del villaggio di Quarcino e di molti altri beni posti nelle vicinanze. A ciò risalirebbe l'acquisizione del suddetto diritto di patronato esercitato sulla chiesa dai Reina fino al XIX secolo.

## Descrizione
Internamente, la chiesa si presenta come un edificio a navata singola, terminante nell'abside semicircolare che ospita i resti di alcuni affreschi databili a non oltre la fine del secolo XI. Tra i soggetti affrescati tuttora visibili, lacerti del Cristo Pantocratore di parte dei dodici apostoli.
La copertura della navata, originariamente a capriate in legno, presenta volte a crociera.